# جون موري دونمور الرابع
جون موري؛ إيرل دونمور الرابع (1730 - 25 فبراير 1809)، المعروف عمومًا بأسم «اللورد دونمور» ، وهو من النُظراء الأسكتلنديين وحاكم استعماري في المستعمرات الأمريكية وجزر الباهاما. وكان آخر حاكم ولاية فرجينيا الملكية.
تم تعيين اللورد دونمور كحاكم لمقاطعة نيويورك في عام 1770. ثم نجح في الوصول بنفس المنصب في مستعمرة فرجينيا في العام التالي، بعد وفاة نوربورن بيركلي البارون الرابع استلم دونمور الحكم لولاية فرجينيا ووجه سلسلة من الحملات ضد الهنود الاصليين في أبالاش، عُرفت بأسم حرب اللورد دونمور. كما اشتهر بإصداره وثيقة 1775 (إعلان دونمور) الذي أعطى الحرية لأي عبد كان يقاتل من أجل التاج الملكي وضد الوطنيين في فرجينيا. هرب دونمور إلى نيويورك بعد حريق نورفولك في عام 1776، وعاد في وقت لاحق إلى بريطانيا. وكان حاكم لجزر الباهاما من سنة 1787 إلى 1796.

## الأسرة والحياة المبكرة
وُلد موري في تايماوث، في اسكتلندا، وهو الابن الأكبر لوليام موري، إيرل دونمور الثالث، من زوجته كاثرين نايرن؛ وكان ابن شقيق جون موراي دونمور الثاني. وفي عام 1745، انضم موري الذي كان يبلغ من العمر 15 عامًا مع والده في انتفاضة «بوني برنس تشارلي» (تشارلز إدوارد ستيوارت)، في ما بعد تم تعيين الشاب موري كخادم للأمير تشارلز إدوارد. بقي عمه إيرل الثاني، مخلصًا لهانوفر.
بعد هزيمة الجيش اليعقوبي في معركة كولودين عام 1746، سجن وليام موري في برج لندن وتم وضع أسرته تحت الإقامة الجبرية. بحلول عام 1750، تلقى وليام موري عفواً مشروطاً. انضم إلى الجيش البريطاني وهو في العشرين من عمره. وفي عام 1756، بعد وفاة عمه وأبيه، أصبح يلقب بإيرل دونمور الرابع.
في عام 1759، تزوج دونمور من السيدة شارلوت، ابنة ألكسندر ستيوارت، إيرل غالاوي السادس. أصبحت ابنتهما السيدة أوغوستا موري، لاحقًا زوجة الابن الغير مرغوب بها للملك جورج الثالث، عندما تزوجت من ابنه الأمير أوغسطس فريدريك دون موافقة الملك. ولدى جون موري ابنة أخرى قريبة من عمر أختها، السيدة كاثرين موري، وبعد وقت قصير من النزول في ولاية فرجينيا، أنجبا فرجنييا وسوزان موري.

## حاكم المستعمرة في نيويورك
كان اسمه دونمور الحاكم البريطاني في مقاطعة نيويورك 1770-1771. وبعد وقت قصير من تعيينه عام 1770، توفي حاكم فرجينيا، نوربورن بيركلي البارون الرابع بوتيتورت (اللورد بوتورت)، وتم تسمية دونمور جون موري في النهاية ليحل محله. تم تعيين ويليام نيلسون مُحافظًا مؤقتًا.

## حاكم المستعمرة فرجينيا

### حرب دونمور
أصبح دونمور حاكما ملكيا لمستعمرة فرجينيا عام 25 سبتمبر 1771. على الرغم من القضايا المتزايدة في بريطانيا العظمى للورد بوتيتورت، سلفه السابق، لكنه كان حاكماً شعبياً في فرجينيا حيث خدم المنطقة قبل عامين فقط من وفاته. كحاكم فرجينيا الاستعماري، وجه دونمور جون موري سلسلة من الحملات ضد الهنود المعروفة بأسم حرب اللورد دونمور. كانت قبائل شاوني الهدف الرئيسي لهذه الهجمات، وكان هدفه المُعلن هو تعزيز مطالب مستوطني فرجينيا في الغرب، وخاصة في ولاية أوهايو، ولكن كان معروفًا أنه سيزيد من قاعدة قوته الخاصة من جانباً آخر. حتى أن البعض اتهم دونمور بالتواطؤ مع قبائل الشاوني وترتيب الحرب لإستنزاف الميليشيات في فرجينيا والمساعدة في حماية الموالية للمملكة، لكن البعض طالبو بثورة ضد الاستعمار. لكن جون موري نفى جميع الاتهامات، في تاريخه مع الحروب الهندية.

### معركة للسيطرة
بسبب افتقاره للمهارات الدبلوماسية، حاول دونمور ان يحكم دون استشارة مجلس النواب في مجلس المستعمرات لأكثر من عام، مما أدى إلى تفاقم الأوضاع المتوتر بالفعل.
عندما قام دونمور أخيرًا بعقد الجمعية الاستعمارية في مارس 1773، والتي كانت الطريقة الوحيدة التي يمكنه من خلالها التعامل مع القضايا المالية لدعم حربه مالياً من خلال فرض ضرائب إضافية على السكان، عمدت اللجنة بدلاً من ذلك إلى تصميم لجنة مراسلات لبريطانيا العظمى للتعبير عن مخاوفهم المستمرة بشأن برنامج أعمال جون موري في المنطقة. قام دونمور على الفور بتأجيل أعمال الجمعية. من جانبه زادت عمليات السطو والسرقة والتمرد، كما استمرت الجمعية في مناقشة مشاكلهم مع الضرائب الجديدة والفساد ونقص التمثيل إنجليزي في فرجينيا. عندما عاود دونمور عقد الجمعية في عام 1774، أصدرت اللجنة قرارًا يعلن يوم 1 يونيو 1774 يومًا للصيام والصلاة في فرجينيا. ردا على ذلك، حل دونمور مجلس الجمعية.
عاودت عمليات السطو مرة أخرى في مؤتمر فرجينيا الثاني وانتخب مندوبين في المؤتمر القاري. أصدر دونمور إعلانًا ضد انتخاب المندوبين إلى الكونغرس، لكنه فشل في اتخاذ إجراءات جدية. في مارس 1775، ساعد خطاب باتريك هنري «أعطني الحرية ، أو أعطني الموت !» الذي ألقاه في كنيسة سانت جون الأسقفية في ريتشموند في إقناع المندوبين بالموافقة على قرار يدعو إلى المقاومة المسلحة.
في مواجهة الاضطرابات المتزايدة في المستعمرة، سعى دونمور إلى حرمان ميليشيا فرجينيا من الإمدادات العسكرية. أعطى دونمور أوامره إلى الملازم هنري كولينز، قائد السفينة الملكية مجدلين، بإزالة بارود البنادق في مخزن الذخائر في ويليمزبورغ، مما أصبح يعرف باسم حادثة البارود. في ليلة 20 أبريل 1775، قام مشاة البحرية الملكية بتعبئة خمسة عشر برميلًا من البارود في عربة الحاكم، عازمين على نقلها إلى نهر جيمس إلى السفينة الحربية البريطانية. لكن احتشدت الميليشيات المحلية، وانتشرت أنباء الحادث عبر المستعمرة.

### مواجهة مع ميليشيا هانوفر
وصلت ميليشيا هانوفر، بقيادة باتريك هنري، خارج ويليامزبرغ في 3 مايو. في نفس اليوم، قام دونمور بإجلاء عائلته من قصر الحاكم إلى نزل الصيد، بورتو بيلو في مقاطعة يورك القريبة. في 6 مايو، أصدر دونمور إعلانًا ضد باتريك هنري وعدد من أتباعه بأنهم نظموا «شركة مُستقلة ووضعوا أنفسهم في موقف الحرب».
هدد دونمور بفرض الأحكام العُرفية، وتراجع في النهاية إلى بورتو بيلو للانضمام إلى عائلته. بعد أن طرده متمردو فرجينيا وأصابوه في ساقه،  في 8 يونيو، لجأ دونمور إلى السفينة الحربية البريطانية في نهر يورك. على مدى الأشهر المقبلة، أرسل دونمور العديد من الفرق الموالية لمداهمة ونهب المزارع على طول أنهار جيمس ويورك وبوتوماك، خاصة تلك التي يملكها المتمردون. زاد المغيرين من حدة التوتر مع الثوريين، لأنهم لم يسرقوا الإمدادات فحسب، بل شجعوا العبيد أيضًا على التمرد. في ديسمبر، علقت واشنطن «لا أعتقد أن إجبار سيادته على ظهر السفينة يكفي. لا شيء أقل من حرمانه من الحياة أو الحرية وتأمين السلام في ولاية فرجينيا، ودوافع الاستياء تحفز سلوكه لتدمير تلك المستعمرة بالكامل».

### إعلان دونمور
ويلاحظ أن إعلان دونمور، المعروف أيضا باسم «العرض اللورد دونمور» للتحرير. بتاريخ 7 نوفمبر 1775، ولكن أعلن بعد أسبوع، وبالتالي عرض دونمور رسميا الحرية للعبيد الذين تركوا أسيادهم في باتريوت للانضمام إلى البريطانيين. مع أن دونمور قد حجب في السابق توقيعه من مشروع قانون ضد تجارة الرقيق. يبدو أن الإعلان جاء استجابة لإعلان الهيئة التشريعية بأن دونمور قد استقال من منصبه خلال ركوب السفينة الحربية قبالة يوركتاون قبل حوالي ستة أشهر. ومع ذلك، بنهاية الحرب، لجأ ما يقدر بنحو 800 إلى 2000 من العبيد الهاربين إلى بريطانيا. خدم البعض في الجيش، على الرغم من أن الغالبية خدمت في أدوار غير قتالية.
قام دونمور بتنظيم هؤلاء الموالين السود في فوجه الإثيوبي. ومع ذلك، على الرغم من الفوز في معركة هبوط كيمب في 17 نوفمبر 1775، فقد خسر دونموربشكل حاسم في معركة الجسر العظيم Great Bridge في 9 ديسمبر 1775. بعد هذه الهزيمة، حمل دونمور قواته والعديد من الموالين لفرجينيا على السفن البريطانية. وانتشر مرض الجدري في بينهم، وتوفي حوالي 500 من أصل 800 من أفراد الفوج الإثيوبي.

### مناوشات نهائية والعودة إلى بريطانيا
في يوم رأس السنة الميلادية عام 1776، أصدر دونمور أوامرًا بحرق مباني الواجهة البحرية في نورفولك التي أطلقت منها القوات الوطنية النار على سفنه. ومع ذلك، انتشر الحريق. أحرقت المدينة، ومعه الأمل في أن يعود أنصار دونمور إلى فرجينيا. تراجع دونمور إلى نيويورك. تم إرسال بعض سفن أسطول اللاجئين إلى الجنوب، ومعظمها إلى ولاية فلوريدا. عندما أدرك أنه لا يستطيع استعادة السيطرة في فرجينيا، عاد دونمور إلى بريطانيا في يوليو 1776. استمر دونمور في استلام راتبه كحاكم للمستعمرة حتى عام 1783، عندما اعترفت بريطانيا بالاستقلال الأمريكي.
من عام 1787 إلى 1796، شغل دونمور منصب حاكم جزر الباهاما. خلال فترة ولايته كحاكم، أصدر البريطانيون منحًا من الأراضي في جزر الباهاما للموالين الأمريكيين الذين ذهبوا إلى المنفى. تضاعف عدد السكان المتفرقين في جزر الباهاما ثلاث مرات في غضون بضع سنوات. طور الموالون القطن كمحصول سلعي، لكنه تضاءل من أضرار الحشرات وانهاك التربة. بالإضافة إلى العبيد الذين أحضروا معهم، استورد أحفاد المزارعين الموالين المزيد من العبيد الأفارقة للعمل.

## طبقة النبلاء
جلس دونمور كنظير ممثل اسكتلندي في مجلس اللوردات من عام 1761 إلى 1774 ومن عام 1776 إلى 1790.

## الوفاة
توفي دونمور في 25 فبراير 1809 في رامسغيت في كنت جنوب شرق إنجلترا. وقد خلفه إبنه الأكبر جورج. توفيت زوجت الدونمور في عام 1819.

## ميراث
- تم تسمية مقاطعة الدونمور بولاية فرجينيا عام 1772 على شرفه. ومع ذلك، مع بدء الثورة الأمريكية، غير المواطنون أسمه إلى مقاطعة شيناندوا في عام 1778.
- تم تسمية بحيرة دونمور في سالزبوري ، فيرمونت، بعده في عام 1773، حيث كان قد طالب بملكية المنطقة عندما كان حاكمًا لنيويورك.[19]
- لا يزال نزل الصيد بورتو بيلو في اللورد دونمور، يقف على أراضي معسكر بيري في مقاطعة يورك بولاية فرجينيا. وهي مدرجة في السجل الوطني للأماكن التاريخية. الوصول إلى القاعدة مقيد للغاية، وبالتالي فإن الهيكل غير متاح للعرض العام.
- تم بناء دنمور الأناناس في عام 1761 قبل أن يغادر اسكتلندا. أصبح المبنى الآن مملوكًا من قبل الصندوق الوطني لاسكتلندا ويتم تأجيره إلى Landmark Trust الذي تستخدمه لتوفير إقامة للزوار في الإجازات والحدائق المفتوحة على مدار العام.
- سمي شارع دونمور في نورفولك بولاية فرجينيا. يقال إن تسمية شارع دونمور لم يكن لتكريم الحاكم السابق، ولكن للاحتفال بالمكان في نورفولك حيث كان قدمه الأخير.
- سميت مقاطعة دونمور في مقاطعة لاكاوانا بولاية بنسلفانيا، على اسم حديقة دونمور في اسكتلندا، موقع دونمور الأناناس.
- اللورد دونمور محرك في فيرجينيا بيتش ، فرجينيا.
- ضاحية دونمور، وهي مدينة في جزيرة الميناء في جزر البهاما.

## روابط خارجية
- صفحات نظير Leigh Rayment
- Lundy، Darryl. "FAQ". The Peerage. مؤرشف من الأصل في 2019-03-30.
- السيرة الذاتية في موسوعة فرجينيا

| المكاتب الحكومية            | المكاتب الحكومية              | المكاتب الحكومية                           |
| --------------------------- | ----------------------------- | ------------------------------------------ |
| يتقدم بواسطة السير هنري مور | حاكم مقاطعة نيويورك 1770-1771 | نجح بواسطة وليام تريون                     |
| يتقدم بواسطة وليام نيلسون   | حاكم مقاطعة فرجينيا 1771-1775 | نجح بواسطة باتريك هنري حاكم ولاية فرجينيا ‏ |
| يتقدم بواسطة جون براون      | حاكم جزر البهاما 1787-1796    | نجح بواسطة روبرت هانت                      |
| نظير اسكتلندا               |                               |                                            |
| يتقدم بواسطة وليام موري     | إيرل دونمور 1756-1809         | نجح بواسطة جورج موري ‏                      |